# Ibănești, Botoșani
Ibănești là một xã thuộc hạt Botoșani, România. Dân số thời điểm năm 2002 là 4221 người.